# Meinersfehn
Meinersfehn ist ein Ortsteil in der Gemeinde Uplengen im Landkreis Leer in Ostfriesland. Die Reihensiedlung liegt etwa sechs Kilometer östlich von Remels. In dem Dorf leben 464 Einwohner, die sich auf 167 Haushalte verteilen. Ortsvorsteherin ist Gertrud Berneis(SPD).
Die Moorsiedlung Meinersfehn wurde 1773 angelegt und 1787 erstmals als Meinerts-Vehn bezeichnet, vorher Großsandermoor. Die heutige Schreibweise ist seit 1823 geläufig. Der Name leitet sich von dem ersten Siedler Meinert Willms ab. Er lebte mit seiner Frau Gesche Willms in Großsander. Die Kinder Heilcke Ubben geb.Meinerts (1746), Anneke Meinerts (1748), Ernst Meinerts (1760), Meinert Meinerts (1763) wurden dort geboren. Das jüngste Kind Heye Meinerts (1768) dann aber in Großsandermoor. Der Name ist somit eine Zusammensetzung des Rufnamens Meinert und des Familiennamens Meiner(t)s mit dem Begriff Fehn.
Am 1. Januar 1973 wurde Meinersfehn in die neue Gemeinde Uplengen eingegliedert.